# Alimotu Pelewura
Alimotu Pelewura, född 1865, död 1951, var en nigeriansk politiker. 
Hon var en framgångsrik affärsidkare och hade en framträdande plats bland de inflytelserika nigerianska marknadskvinnorna. Hon blev från 1920-talet en framträdande ledarfigur i Lagos Market Women's Association, en av Nigerias mest inflytelserika politiska organisationer under kolonialtiden, och blev därefter aktiv inom Nigerian Union of Young Democrats. 